# 超自然恐怖電影

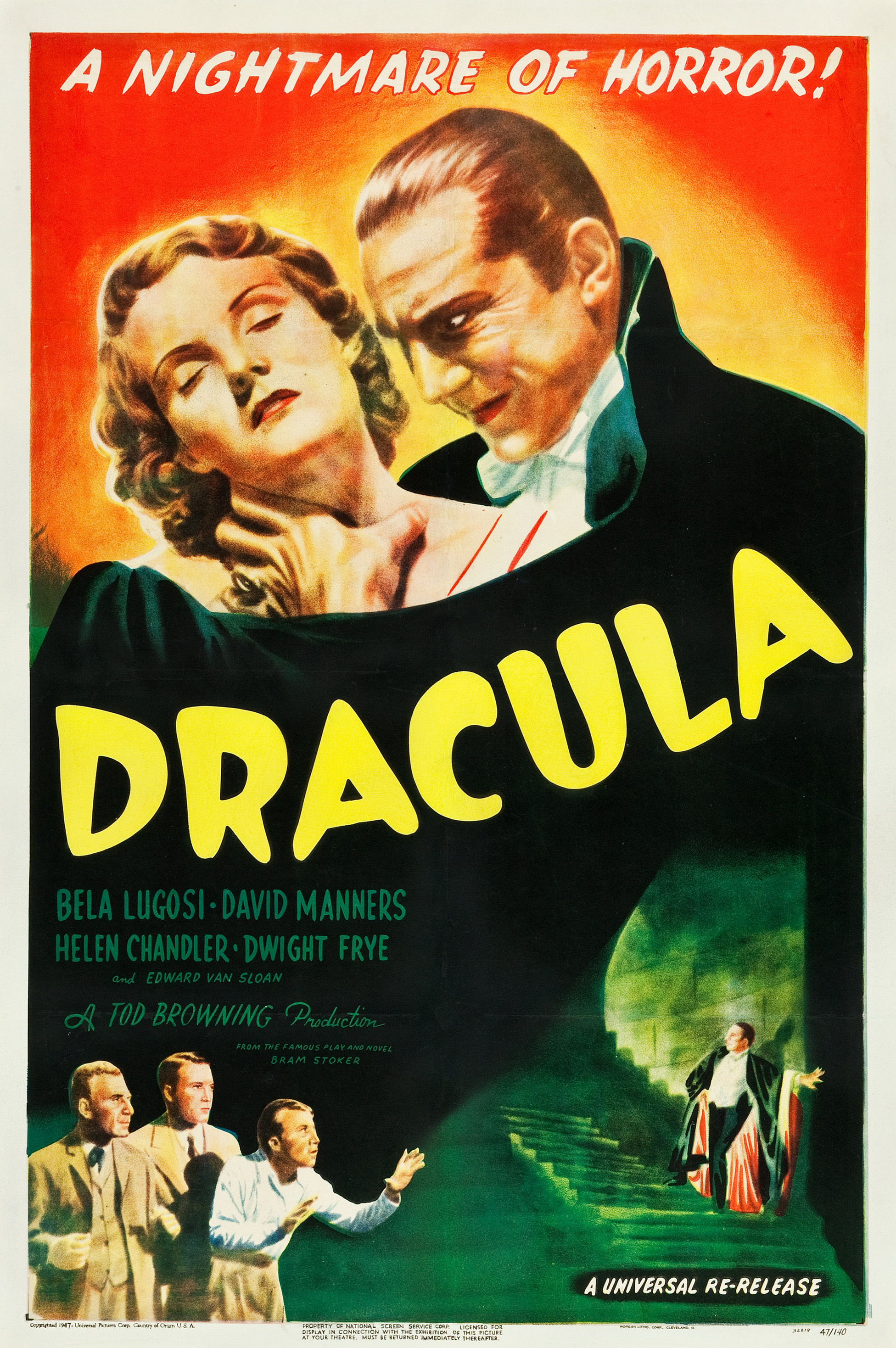
如《德古拉》（1931年）等電影普及了超自然恐怖這一電影類型

超自然恐怖電影是一种结合超自然电影与恐怖電影元素的电影类型。这类电影中的超自然现象通常有鬼和邪靈，许多超自然恐怖电影还涉及宗教元素。这一类型中常见的主题有死后生命、魔鬼和邪靈附身。并非所有超自然恐怖电影都专注于宗教，有些电影甚至有“更生动和残酷的暴力”。

## 比较
在对这类电影和其他媒体进行分析时，评论家会区分超自然恐怖和心理恐怖。在《恐怖为何诱人》（Why Horror Seduces）一书中，Mathias Clasen 写道：“超自然恐怖涉及某种对物理定律的暂停或违反，通常由某种超自然力量导致，比如一个离奇的怪物或幽灵……而心理恐怖则不涉及物理定律的违反，而是展现自然主义的（尽管常常不太可信的）威胁和情境。”Paul Meehan 也区分了超自然恐怖和心理恐怖，他指出：“对社会秩序的威胁来自某种超自然或异常现象，比如闹鬼的房子、诅咒，或像吸血鬼或狼人这样的怪物。”
Charles Derry 在《黑暗梦魇 2.0》（Dark Dreams 2.0）中对比了超自然恐怖和伪科学恐怖，称它们是恐怖故事中“解释事物的两种基本方法”。Derry 写道：“在超自然类别中可以有涉及宗教和仪式的所有怪物和恐怖内容”，并强调了巫术、埃及学、轮回和僵尸。Aaron Smuts 认为所谓恐怖是有两个主要子类型的类型：超自然恐怖和现实主义恐怖，并认为它们“各有其独特的魅力”。

## 历史

### 20世纪
虽然虚构的恐怖题材文学、戏剧和其他视觉文化早已存在，但“恐怖电影”这一当代概念直到1931年和1932年才开始普及。电影连载（serial film，一種電影形式，由在一家劇院連續放映的一系列短片組成，通常每週推進直到放完）在1913年开始在美国流行。1910年代的电影连载中很少涉及超自然事件和角色。只有《迈拉的秘密》（The Mysteries of Myra，1916年）和《尖叫的阴影》（The Screaming Shadow，1920年）两部连载作品深入探讨了超自然现象，大多数如《灰色幽灵》（The Gray Ghost，1917年）这样的连载只是暗示了超自然元素，却没有涉及实际的超自然情节。作家 Paul Meehan 认为，超自然恐怖电影的“起源”在1920年代和1930年代早期的德国表现主义电影中，如《卡里加里博士的小屋》和《不死殭屍—恐慄交響曲》。在环球影业的第一轮恐怖电影热潮中，超自然恐怖是主导风格，尤其是在《德古拉》（1931年）和《德莱库拉的房子》（1945年）之间的时期。
1940年代初期，超自然恐怖电影的背景更贴近当代，但这一类型最终被心理恐怖片取代。第二次世界大战结束时，超自然恐怖类型逐渐式微，被战争的惨烈场面所掩盖。到1950年代，科幻恐怖电影取代了超自然恐怖电影，心理恐怖片也在这一时期更为流行，最终超越了超自然恐怖。1950年代制作的少数超自然恐怖电影大多设定在鬼屋中，这也是1940年代鬼屋电影的延续。
1960年代，恐怖电影如《惡魔附身的小孩》（1961年）、《猛鬼屋》（1963年）和《魔鬼怪嬰》（1968年）使用了超自然元素，但并非直接围绕超自然现象展开。其他恐怖电影则使用超自然主题来暗示被电影制作守则（即海斯法典）所压制的元素。《猛鬼屋》中的女主角对另一名女性产生兴趣，是一个带有酷儿隐喻的角色。类似角色在超自然恐怖电影史上屡见不鲜。Sue Matheson 写道，《魔鬼怪嬰》“在银幕上流行起巫术、邪靈活动和魔鬼的描绘，引发了一波超自然恐怖电影的潮流。” 到1970年代，《大法師》（1973年）和《凶兆》（1976年）复兴了超自然恐怖类型。文学作品再次成为灵感来源，如斯蒂芬·金的作品被改编为《凶靈》（1976年）和《闪灵》（1980年）。1980年代的《鬼哭神號》（1982年）也是这一类型的亮点。

### 21世纪
2000年代，以暴力为主的“酷刑恐怖”（torture porn）电影曾流行一时。到这一年代末，超自然恐怖重新流行起来。《厄夜叢林》（1999年）以尋獲佚失形式成名，而在2000年代后期，《靈動：鬼影實錄》运用相同的拍摄技巧取得成功，形成了一个延续到2010年代中期的系列电影。
21世纪的前20年，超自然恐怖电影探索了多种主题和风格。电影如《烈士巷》（Martyrs Lane，2021年）聚焦于悲痛和失落，而《鬼遮眼》（2013年）、《私人採購》（2016年）和《宿怨》（2018年）则探讨了未解的家庭问题和个人创伤。這一类型还曾融入了真实的历史事件，例如《鬼童院》（2001年）、《沉默》（Los silencios，2018年）和《哭泣的憂羅娜》（2019年），分别涉及西班牙内战、哥伦比亚武装冲突和瓜地馬拉種族屠殺等历史背景。像《鬼弒訊》（2020年）这样的电影反映了当代恐惧，《不速之嚇》（2001年）和《陰兒房》（2010年）重新演绎了鬼屋故事，《招魂》（2013年）则以真实的灵异调查为背景。这一类型还曾融合了恐怖和喜剧元素，例如《嚎宅禁地》（2014年）和《通靈駕訓班》（2019年），探讨类似的主题。这些电影运用了各种手法，如惊吓、张力营造和富有感染力的表演，深入探讨了根深蒂固的恐惧和社会问题。

## 票房
根据通货膨胀调整后，票房最高的超自然恐怖电影是《大法師》（1973年）。其最初上映及2000年重映的未经调整总票房超过4.41亿美元；2019年估算的调整后总票房超过10.4亿美元。未经通货膨胀调整的最高票房超自然恐怖电影是《牠》（2017年），全球总票房达7.01亿美元。
2013年，《綜藝》杂志的 Andrew Stewart 指出，超自然恐怖电影在票房上的表现优于其他恐怖子类型。他建议，想要涉足低成本恐怖电影这一盈利市场的电影制片人应更多关注关于鬼魂和超自然现象的故事，因为与之相比，关于砍杀和极端恐怖的电影在商业上的成功率较不稳定。

## 音乐的运用
Joe Tompkins 写道，在1950年代之后，许多“哥特式和超自然恐怖电影采用不协和音、无调性以及不寻常的乐器配置来象征各种异常的、超自然的活动”。他指出，《撒旦的面具》（1960年）和《猛鬼屋》（1963年）“运用了无调性的音簇，与调性音乐形成鲜明对比，从而为超自然的恶与善提供了对立的象征”。他还强调，《靈異鬼現》（1979年）和《鬼哭神號》（1982年）“使用了多种主题音乐，从柔和的摇篮曲到无调性爆发”。
根据 Janet K. Halfyard 的说法，超自然恐怖喜剧电影采用了多种策略来运用音乐，“既将电影置于恐怖类型之内，或至少接近这一类型，同时又让观众在笑声而非尖叫中体会到恐怖”。